# クリス・ボルスタッド
クリストファー・ケネス・ボルスタッド（Christopher Kenneth Volstad, 1986年9月23日 - ）は、アメリカ合衆国フロリダ州パームビーチ郡パームビーチガーデンズ出身のプロ野球選手（投手）。右投右打。

## 経歴

### プロ入り前
9歳から11歳のときに少年野球教室でジム・パーマーから指導を受けた。パーマーはボルスタッドの父親に「この子はこのままでいい。へたにいじらないほうがいいです」とアドバイスをした。そして、父はクリスに対し、教えることよりも野球選手として成長できる環境を作ることに重点を置いた。

### プロ入りとマーリンズ時代
2005年のMLBドラフト1巡目（全体16位）でフロリダ・マーリンズから指名され、プロ入り。ベースボール・アメリカ誌からは2007年、2008年と2年連続でマーリンズ傘下での最高評価を受けた。
2008年は開幕をAA級カロライナ・マドキャッツで迎え、7月6日にメジャー初昇格を果たした。同日のロッキーズ戦でメジャーデビュー。その後、ライアン・タッカーとマーク・ヘンドリクソンに代わり、故障者リスト入りから復帰したジョシュ・ジョンソンと共に先発ローテーション入りを果たした。
2009年は29試合に登板し、防御率5.21と2点以上悪化し、13敗はチームワーストとなった。8月下旬にはAAA級ニューオーリンズ・ゼファーズへ降格した。

### カブス時代
2012年1月5日にカルロス・ザンブラーノとのトレードで、シカゴ・カブスへ移籍した。この年は21試合に先発登板したが3勝12敗と大きく負け越し、防御率も6.31と不本意な成績だった。

### ロッキーズ時代
2012年10月26日にウェイバー公示を経てカンザスシティ・ロイヤルズへ移籍したが、11月20日にDFAになり、40人枠から外れた。11月28日にFAとなった。
2013年1月20日にロッキーズと1年150万ドルのマイナー契約で合意。6月20日にDFAとなり、22日に40人枠を外れる形でAAA級コロラドスプリングス・スカイソックスへ配属された。10月1日にFAとなった。

### 斗山時代
2013年11月6日にロサンゼルス・エンゼルス・オブ・アナハイムとマイナー契約を結んだ。だが同年12月28日、エンゼルスとの契約を破棄し、韓国プロ野球・斗山ベアーズと契約した。
2014年は、先発として起用され5勝を記録したが、防御率6点台と内容が悪く、7月12日に退団した。

### エンゼルス傘下時代
2014年7月18日にエンゼルスとマイナー契約を結んだ。傘下のAAA級ソルトレイク・ビーズでプレーし、7試合に先発登板して2勝1敗・防御率6.18・24奪三振の成績を残した。オフにFAとなった。

### パイレーツ時代
2015年1月30日にピッツバーグ・パイレーツとマイナー契約を結んだ。傘下のAAA級インディアナポリス・インディアンスで開幕を迎え、6月24日にメジャー契約を結んでアクティブ・ロースター入りした。1試合を投げ2回無失点であったが、スティーブ・ロンバードージーの昇格、かつマイナー・オプションが使えないため、6月28日にDFAとなった。その後はシーズン終了までAAA級インディアナポリスプレーした。10月5日にFAとなった。

### ホワイトソックス時代
2015年10月11日にアトランタ・ブレーブスとマイナー契約を結び、2016年のスプリングトレーニングに招待選手として参加することになった。スプリングトレーニングでは3回2⁄3を投げて被安打10、失点8と振るわず、3月12日に自由契約となった。
その後、3月24日にシカゴ・ホワイトソックスとマイナー契約を結んだ。この年は傘下のAAA級シャーロット・ナイツでプレーし、29試合（先発27試合）に登板して8勝11敗・防御率4.79・84奪三振の成績を残した。オフにFAとなったが、12月16日にマイナー契約で再契約した。
2017年も開幕からAAA級シャーロットでプレーし、27試合（先発18試合）に登板して3勝10敗1セーブ・防御率5.57・71奪三振の成績を残した。9月8日にメジャー契約を結んでアクティブ・ロースター入りした。この年メジャーでは6試合（先発2試合）に登板して1勝2敗・防御率4.66・10奪三振の成績を残した。レギュラーシーズン終了後の10月4日に40人枠から外れる形でAAA級シャーロットへ配属された。10月9日にFAとなったが、2018年1月22日にホワイトソックスとマイナー契約を結び、同年のスプリングトレーニングに招待選手として参加することになった。
2018年は開幕をAAA級シャーロットで迎え、4月13日にメジャー契約を結んでアクティブ・ロースター入りした。7月27日にDFAとなり、31日に自由契約となった。

### レッズ傘下時代
2020年2月14日にシンシナティ・レッズとマイナー契約を結んだ。

## 詳細情報

### 年度別投手成績
| 年 度    | 球 団    | 登 板 | 先 発 | 完 投 | 完 封 | 無 四 球 | 勝 利 | 敗 戦 | セ 丨 ブ | ホ 丨 ル ド | 勝 率 | 打 者 | 投 球 回 | 被 安 打 | 被 本 塁 打 | 与 四 球 | 敬 遠 | 与 死 球 | 奪 三 振 | 暴 投 | ボ 丨 ク | 失 点 | 自 責 点 | 防 御 率 | W H I P |
| -------- | -------- | ----- | ----- | ----- | ----- | -------- | ----- | ----- | -------- | ----------- | ----- | ----- | -------- | -------- | ----------- | -------- | ----- | -------- | -------- | ----- | -------- | ----- | -------- | -------- | ------- |
| 2008     | FLA      | 15    | 14    | 0     | 0     | 0        | 6     | 4     | 0        | 0           | .600  | 365   | 84.1     | 76       | 3           | 36       | 4     | 5        | 52       | 0     | 0        | 30    | 27       | 2.88     | 1.33    |
| 2009     | FLA      | 29    | 29    | 1     | 1     | 0        | 9     | 13    | 0        | 0           | .409  | 682   | 159.0    | 169      | 29          | 59       | 3     | 3        | 107      | 8     | 0        | 100   | 92       | 5.21     | 1.43    |
| 2010     | FLA      | 30    | 30    | 2     | 1     | 0        | 12    | 9     | 0        | 0           | .571  | 758   | 175.0    | 187      | 17          | 60       | 5     | 8        | 102      | 8     | 1        | 94    | 89       | 4.53     | 1.41    |
| 2011     | FLA      | 29    | 29    | 0     | 0     | 0        | 5     | 13    | 0        | 0           | .278  | 719   | 165.2    | 187      | 23          | 49       | 6     | 1        | 117      | 2     | 1        | 96    | 90       | 4.89     | 1.42    |
| 2012     | CHC      | 21    | 21    | 0     | 0     | 0        | 3     | 12    | 0        | 0           | .200  | 507   | 111.1    | 137      | 16          | 43       | 4     | 3        | 61       | 2     | 1        | 81    | 78       | 6.31     | 1.62    |
| 2013     | COL      | 6     | 0     | 0     | 0     | 0        | 0     | 0     | 0        | 1           | ----  | 47    | 8.1      | 19       | 1           | 1        | 0     | 2        | 3        | 0     | 0        | 10    | 10       | 10.80    | 2.40    |
| 2014     | 斗山     | 17    | 17    | 1     | 0     | 0        | 5     | 7     | 0        | 0           | .417  | 410   | 87.0     | 116      | 8           | 37       | 0     | 7        | 32       | 4     | 0        | 70    | 60       | 6.21     | 1.76    |
| 2015     | PIT      | 1     | 0     | 0     | 0     | 0        | 0     | 0     | 0        | 0           | ----  | 7     | 2.0      | 2        | 0           | 0        | 0     | 0        | 0        | 0     | 0        | 0     | 0        | 0.00     | 1.00    |
| 2017     | CWS      | 6     | 2     | 0     | 0     | 0        | 1     | 2     | 0        | 0           | .333  | 76    | 19.1     | 16       | 4           | 5        | 0     | 1        | 10       | 0     | 0        | 10    | 10       | 4.66     | 1.09    |
| 2018     | CWS      | 33    | 1     | 0     | 0     | 0        | 1     | 5     | 0        | 0           | .167  | 215   | 47.1     | 65       | 9           | 12       | 1     | 3        | 29       | 1     | 0        | 35    | 33       | 6.27     | 1.63    |
| MLB：9年 | MLB：9年 | 170   | 126   | 3     | 2     | 0        | 37    | 58    | 0        | 1           | .389  | 3376  | 772.1    | 858      | 102         | 265      | 23    | 26       | 481      | 21    | 3        | 457   | 429      | 5.00     | 1.45    |
| KBO：1年 | KBO：1年 | 17    | 17    | 1     | 0     | 0        | 5     | 7     | 0        | 0           | .417  | 410   | 87.0     | 116      | 8           | 37       | 0     | 7        | 32       | 4     | 0        | 70    | 60       | 6.21     | 1.76    |

- 2021年度シーズン終了時

### 背番号
- 41（2008年 - 2011年）
- 32（2012年）
- 31（2013年）
- 30（2014年）
- 38（2015年）
- 66（2017年 - 2018年）